# Шульга Микола Гаврилович

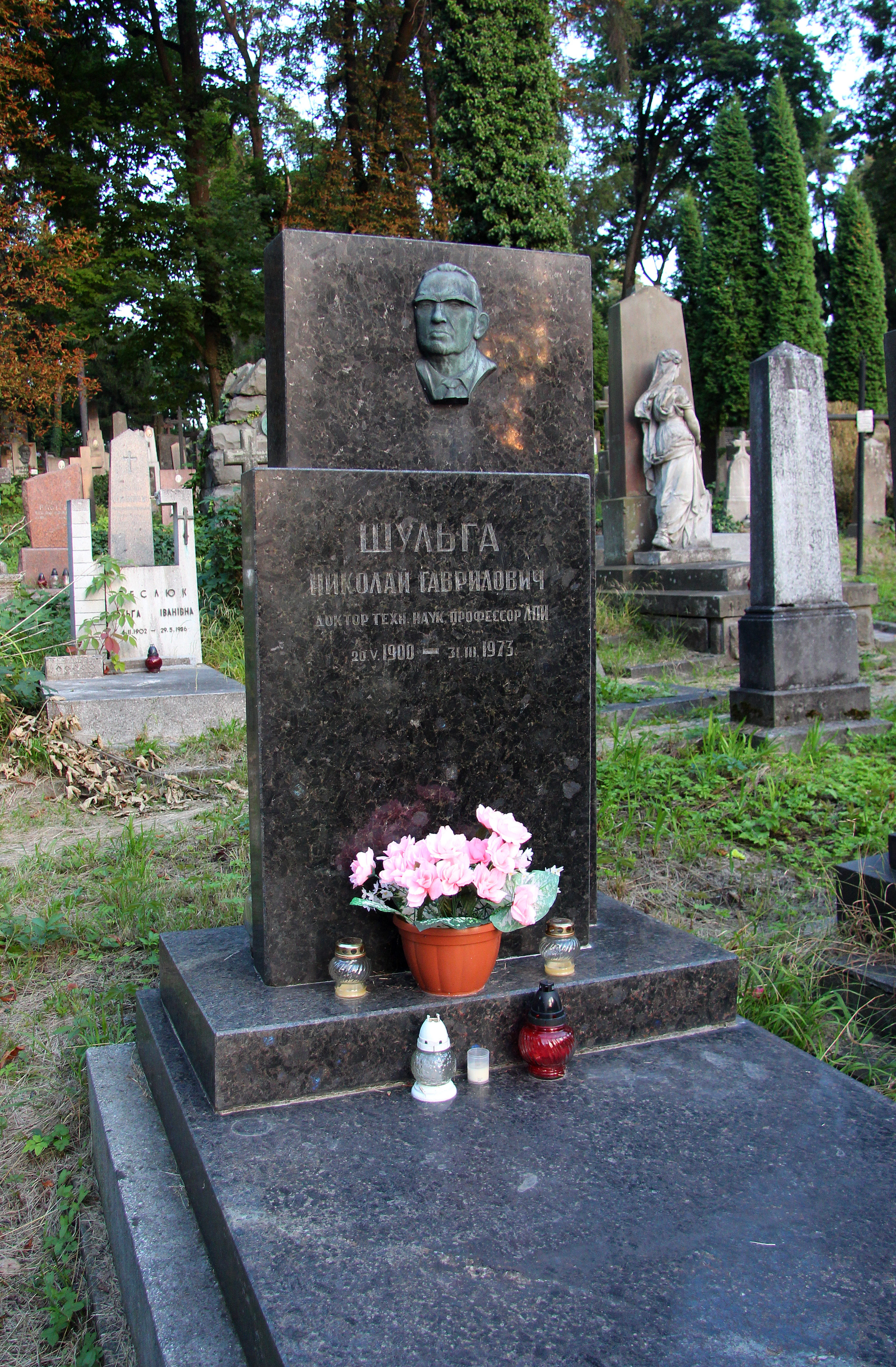

Микола Гаврилович Шульга (* 20 травня 1900, м. Ічня, Чернігівщина — † 31 березня 1973) — радянський фізико-хімік, доктор технічних наук (1959), професор. Працівник ВШ (1971). Засновник відомої в СРСР школи металофізиків-магнітологів.

## Життєпис
Закінчив Учительську семінарію (1920), Київський інститут народної освіти, факультет просвіти (1926), Київський вечірній індустріальний інститут, металургійний факультет.
1926—1930 — викладач хімії і фізики. 1930—1941 — старший лаборант, начальник термічного цеху заводу «Арсенал» у Києві.
З 1941 — викладач, 1947 — кандидат технічних наук, 1948 — доцент, завідувач кафедри металознавства, 1950—1953 — заступник директора з наукової роботи Куйбишевського індустріального інституту Наркомату бойових припасів СРСР.
З 1953 — виконувач обов'язків завідувача кафедри металознавства і термічної обробки металів, технології металів, металознавства і термічної обробки, 1962—1973 — декан механіко-технологічного факультету Львівського політехнічного інституту. У 1964 році організував спеціальність «Фізика металів».
Найважливіші напрямки наукової діяльності — пошук засобів підвищення магнітних властивостей сплавів для постійних магнітів, підбір оптимальних сполук вказаних сплавів для виготовлення магнітних систем оборонної техніки. Ці розробки впроваджено у виробництво на Куйбишевському заводі карбюраторів і автотракторного обладнання. Автор близько 100 наукових праць. Підготував 20 кандидатів наук. Член керівництва Західного наукового центру АН УРСР, координаційної ради АН СРСР з фізики твердого тіла.
Помер 31 березня 1973 року, похований на Личаківському цвинтарі, поле № 5.